# Richard van der Heijden
Richard van der Heijden (Veghel, 14 januari 1980) is een voormalig betaald voetballer. Hij maakte in dienst van Willem II één doelpunt in de eredivisie.
Na zijn laatste profcontract speelde hij onder meer voor Blauw Geel '38, uit zijn geboorteplaats.

## Clubstatistieken
| Seizoen | Club      | Competitie     | Duels | Goals |
| ------- | --------- | -------------- | ----- | ----- |
| 1999-00 | Willem II | Eredivisie     | 7     | 1     |
| 2000-01 | TOP Oss   | Eerste divisie | 8     | 0     |